# EDT (editor)
EDT byl textový editor dostupný v operačních systémech RSX-11, RTS/E a RT-11 na počítači PDP-11 a ve všech verzích operačního systému VMS. Editor pracoval v řádkovém i celoobrazovkovém režimu. Pro OpenVMS je od roku 1986 jako náhrada za EDT dodávána aplikace EVE (zkratka pro Extensible Versatile Editor), která využívá Text Processing Program (TPU). Obvykle se vyvolává příkazem EDIT, za kterým lze uvést jméno editovaného souboru.